# Trung Francia

Phân chia lãnh thổ theo Hiệp ước Verdun 843

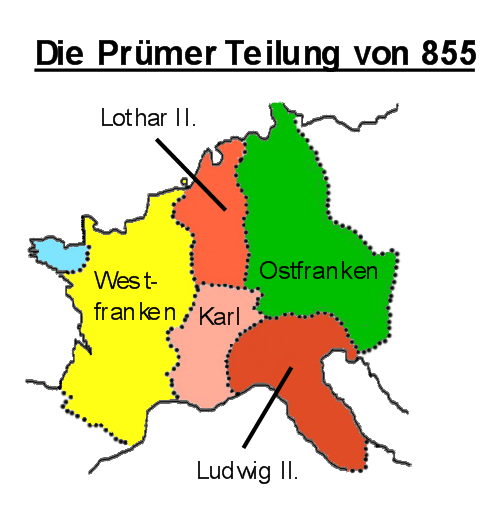
Phân chia Prüm 855

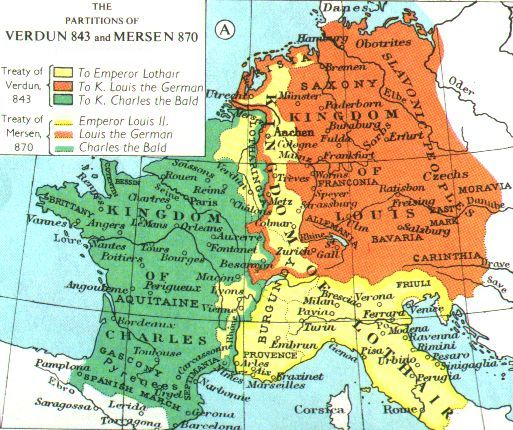
Phân chia lãnh thổ theoHiệp ước Meersen 870

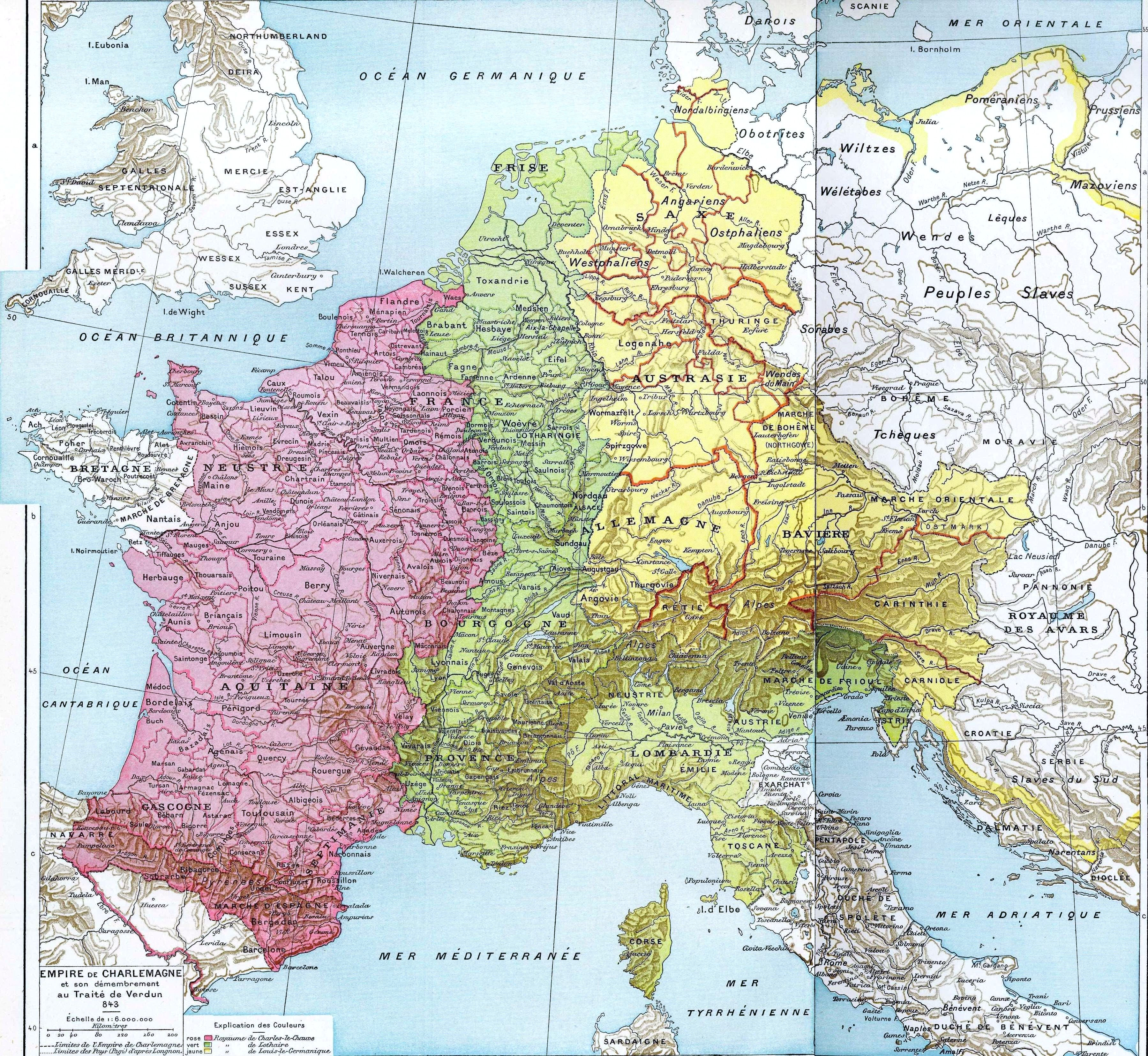
Đế quốc Charlemagne và sự phân chia sau hiệp ước Verdun 843

Trung Frank (tiếng Latinh: Francia media), còn có tên Lotharii Regnum (tiếng Latinh: Vương quốc của Lothar), là phần giữa của đế quốc Frank, mà theo sự phân chia vào ngày 10 tháng 8 năm 843 theo hiệp ước Verdun thuộc về lãnh thổ của vua Lothar I, người con trai cả của Louis Mộ Đạo, chết vào năm 840. Phần đất còn lại của Lothar I, sau khi thua cuộc đấu tranh giành quyền lực với người em Ludwig Người Đức và người em khác cùng cha khác mẹ Charles Hói, chạy dài từ Biển Bắc tới Địa Trung Hải, từ Friesland sang Hà Lan, Aachen, Rheinland, Bourgogne, Provence và Thượng Ý cho tới thành phố Roma ở Ý.

## Hiệp ước Prüm
Trước khi chết, hoàng đế Lothar I vào tháng 9-855 đã ký hiệp ước Prüm phân chia lãnh thổ mình cho 3 người con trai là Lothar II, Karl (Provence) và Ludwig II (Ý): Lothar II được vùng Lotharingien (Friesland, Hà Lan, và Rheinland) ở phía Bắc, Karl được vùng Bourgogne và Provence ở Tây Nam và Ludwig II được vùng Ý ở Đông Nam.

### Ý
Hoàng tử Ludwig II được vùng đất Ý và ngôi hoàng đế Ý.
Sau cái chết của Ludwig II vào năm 875, ngôi hoàng đế Ý thuộc về chú của ông là Charles Hói của Tây Frank; năm 877 thì nước Ý thuộc về vương quốc Đông Frank của Karlmann II (877 - 879) và Charles "Béo" (879 - 888). Sau cái chết của Charles "Béo", chính quyền Ý bị một loạt các vương công kế nhiệm: 
1. Berengar I của xứ Friaul (888 - 889)
2. Guido (889 - 894) của xứ Spoleto
3. Lambert (894 - 896) của xứ Spoleto
4. bá tước Arnolf của Carinthia (896 - 899)
5. Ludwig III "Mù mắt" (899 - 905), cháu trai của Ludwig II (con trai của Bá tước xứ Provence Boso)
6. Berengar I (905 - 924)
7. Rudolf II (924 - 926), xứ Burgundies
8. Hugo I (926 - 945)
9. Lothar II (945 - 950)

Sau cái chết của Lothar II, lãnh thổ Ý thuộc về quyền cai quản của Hoàng đế La Mã thần thánh Otto I Đại đế.

### Provence và Bourgogne
Provence và một phần lớn của vùng Bourgogne, mà từ 843 là một phần của Tây Frank, được chia cho Karl của Provence.
Sau khi Karl qua đời vào năm 863 mà không có người kế vị, vương quốc Provence - Bourgogne bị ông chú và người anh em của Karl chia sẻ: ông chú Ludwig Người Đức chiếm một phần đất ở phía bắc Bourgogne; còn lại phần đất rộng bao la phía nam của vương quốc thuộc về Ludwig II (Ý) và sau khi ông ta chết năm 875, nó lại thuộc về ông chú là Charles Hói.
Lợi dụng sự suy yếu của Tây Frank sau cái chết của Hoàng đế Charles Hói năm 877, Bá tước Boso von Vienne được sự giúp đỡ của vợ và Giáo hoàng Gioan VIII đã triệu tập Hội nghị ở Mantala (Vienne) tháng 10/879, tuyên bố thành lập vương quốc Hạ Bourgogne được thành lập ở miền Nam do ông làm vua. 11 năm sau, lợi dụng cái chết của Hoàng đế bất tài Karl III (Đông Frank) năm 887, Bá tước Rudolf I, con trai của Konrad nhà Welfen đã thành lập vương quốc Thượng Bourgogne.
Năm 951, Hoàng đế Otto I Đại đế chinh phục vương quốc Hạ Bourgogne và cho phép quốc gia này tự trị. Năm 1033, Hoàng đế Konrad II của đế quốc La Mã Thần thánh thống nhất và sáp nhập vương quốc Bourgogne là một phần của đế quốc La Mã Thần thánh.

### Lotharingien
Nối ngôi Lothar I làm vua ở miền bắc là Hoàng đế Lothar II; ông ta gọi vùng này là "Lotharingien" ("vùng đất của Lothar").
Sau cái chết của Lothars II năm 869, vùng đất Trung Frank được hiệp ước Meersen chia lại: Vua của Đông Frank là Ludwig Người Đức, chú của Lothars II và em kế của Lothars I, được phần phía Đông của Lotharingien; Nhà vua của Tây Frank là Charles Hói, được phần phía tây.
Năm 879, các cháu của Charles Hói là Louis III (Pháp) và Karlmann sau khi thua trận Andernach năm 876 đã quyết định ký hiệp ước Ribemont năm 880, giao nốt phần phía Lotharingien cho vua Đông Frank Ludwig III Trẻ; Lotharingien từ đó (với một gián đoạn từ 911 tới 925) thuộc về Đông Frank và đến năm 925 thì hình thành công quốc Lotharingen với công tước đầu tiên, Eberhard (926 - 929)
Năm 959, thời Tổng giám mục Cologne là Brun (953 - 965), công quốc này được chia thành Thượng và Hạ Lothringen.